# María Espinosa López
María Espinosa López es una deportista española que compite en karate, en la modalidad de kumite. Ganó una medalla de bronce en el Campeonato Europeo de Karate de 2022, en la prueba por equipo.

## Palmarés internacional
| Campeonato Europeo | Campeonato Europeo  | Campeonato Europeo | Campeonato Europeo |
| Año                | Lugar               | Medalla            | Prueba             |
| ------------------ | ------------------- | ------------------ | ------------------ |
| 2022               | Gaziantep (Turquía) | Medalla de bronce  | Por equipos        |